# Serge Dié
Mhinseia Serge Aristide Dié (ur. 4 października 1977 w Abidżanie) – piłkarz z Wybrzeża Kości Słoniowej, na boisku występuje jako pomocnik.

## Życiorys
Dié karierę rozpoczynał w Africa Sports National Abidżan, gdzie grał w pierwszym składzie przez dwa lata, wcześniej występował w drużynach juniorskich AS’u. W 1997 roku wyjechał do Włoch, by w tamtejszej Regginie kontynuować karierę. Rzadko występował w podstawowym składzie, w pierwszych trzech sezonach pojawił się na boisku tylko czternastokrotnie, a w czwartym nie wyszedł na boisku ani razu. W 2001 roku odszedł z Regginy do Avellino, pograł tam tylko pół sezonu, a drugą jego połowę spędził w Benevento.
W roku 2002 Dié wyjechał do Francji podpisując kontrakt z OGC Nice. W roku 2003 odszedł do na wypożyczenie do FC Metz. Jednak z powodu braków kadrowych drużyny Nice zmuszony był w tym klubie zostać.
Od 2005 roku Dié grał w Turcji w Kayseri Erciyesspor. W sezonie 2007/2008 bronił barw francuskiego AC Ajaccio. Następnie od 2008 roku do końca 2009 grał w Iraklisie Saloniki. Na początku 2010 roku odszedł do innego greckiego klubu, AO Kawala.
W reprezentacji Wybrzeża Kości Słoniowej Dié zadebiutował w 1996 roku. W 1996 roku wystąpił w Pucharze Narodów Afryki 1996, a w 2000 roku w Pucharze Narodów Afryki 2000.

## Kariera w liczbach
| Sezon   | Klub                  | Kraj    | Flaga                    | Rozgrywki           | Mecze | Bramki |
| ------- | --------------------- | ------- | ------------------------ | ------------------- | ----- | ------ |
| 1996    | Africa Sports Abidżan | WKS     | Wybrzeże Kości Słoniowej | Ligue 1 MTN         | ?     | ?      |
| 1997    | Africa Sports Abidżan | WKS     | Wybrzeże Kości Słoniowej | Ligue 1 MTN         | ?     | ?      |
| 1997/98 | Reggina Calcio        | Włochy  | Włochy                   | Serie A             | 6     | 0      |
| 1998/99 | Reggina Calcio        | Włochy  | Włochy                   | Serie A             | 4     | 0      |
| 1999/00 | Reggina Calcio        | Włochy  | Włochy                   | Serie A             | 4     | 0      |
| 2000/01 | Reggina Calcio        | Włochy  | Włochy                   | Serie A             | 0     | 0      |
| 2001/02 | US Avellino           | Włochy  | Włochy                   | Serie C1/B          | 13    | 1      |
| 2001/02 | Benevento Calcio      | Włochy  | Włochy                   | Serie C1/B          | 10    | 0      |
| 2002/03 | US Avellino           | Włochy  | Włochy                   | Serie C1/B          | 0     | 0      |
| 2002/03 | OGC Nice              | Francja | Francja                  | Ligue 1             | 3     | 0      |
| 2003/04 | OGC Nice              | Francja | Francja                  | Ligue 1             | 13    | 0      |
| 2003/04 | FC Metz               | Francja | Francja                  | Ligue 1             | 8     | 0      |
| 2004/05 | OGC Nice              | Francja | Francja                  | Ligue 1             | 29    | 2      |
| 2005/06 | Kayseri Erciyesspor   | Turcja  | Turcja                   | Süper Lig           | 27    | 1      |
| 2006/07 | Kayseri Erciyesspor   | Turcja  | Turcja                   | Süper Lig           | 23    | 0      |
| 2007/08 | AC Ajaccio            | Francja | Francja                  | Ligue 2             | 25    | 1      |
| 2008/09 | Iraklis Saloniki      | Grecja  | Grecja                   | Super League Ellada | 21    | 2      |
| 2009/10 | Iraklis Saloniki      | Grecja  | Grecja                   | Super League Ellada | 14    | 0      |
| 2009/10 | AO Kawala             | Grecja  | Grecja                   | Super League Ellada | 9     | 2      |
| 2010/11 | AO Kawala             | Grecja  | Grecja                   | Super League Ellada | 27    | 2      |